# レイトン・ミースター
レイトン・マリッサ・クレア・ミースター（英語:Leighton Marissa Claire Meester、1986年4月9日 - ） は、アメリカ合衆国の女優、歌手、ファッションモデルである。テレビドラマ『ゴシップガール』のブレア・ウォルドーフ役で知られている。

## 来歴

### 女優
『オズの魔法使い』を見て演技に興味を持ち、ニューヨーク移住後、ヴェルヘルミナ・モデルズ（Wilhelmina Models）と契約してモデルとしてキャリアをスタートさせる。ブルース・ウェーバー撮影によるラルフ・ローレンのキャンペーンや、カメラマン時代のソフィア・コッポラと仕事をしている。
1999年に『ロー&オーダー』で女優デビュー、2003年公開の『ルール5』で映画初出演を果たす。『24 -TWENTY FOUR-』や『ヴェロニカ・マーズ』などのテレビシリーズにゲスト出演し、2007年放送開始の『ゴシップガール』のブレア・ウォルドーフ役でブレイクする。

### 歌手
2009年4月にユニバーサルミュージックと契約した。アルバムはレッドワン、J.R.ロテム、カラ・ディオガーディなどがプロデュースを手がけている。最初のシングル『サムバディ・トゥ・ラブ』はR&B歌手ロビン・シックをフィーチャーしており、2009年10月13日にエアプレーでリリースされ、14日にダウンロード販売が開始された。リル・ウェインとコラボレーションした『メイク・イット・レイン』という曲もある。デビューアルバム「Heartstrings」は2014年10月28日発売された。29日にミュージックビデオ「Heartstrings」が公開された。
コブラ・スターシップの曲『グッド・ガールズ・ゴー・バッド』でフィーチャーされた。同曲はビルボードHot100で最高7位だった。2009年11月24日にコンピレーションアルバム『クリスマス (ベイビー・プリーズ・カム・ホーム)』を発売した。

## 私生活
一家は両親（母コニー、父ダグ）、伯母（コニーの姉）、祖父など家族ぐるみで麻薬密輸に関わっていた。彼女の両親はジャマイカからアメリカ合衆国にマリファナを密輸した麻薬組織に協力していた。麻薬密輸で巨万の富を得ていた一家だが、摘発され密輸に関わったメンバー全員が逮捕された。叔母は刑務所を脱走して連邦指名手配のリストに入った（後に発見され逮捕されている）。母親は保釈金を支払い保釈されている。母親は逮捕時にレイトンを妊娠しており、妊娠7週間目に差し掛かったところであった。麻薬密輸罪でテキサス州刑務所で受刑中にレイトンを出産し、出産から生後3ヶ月更生訓練所で過ごし、その後テキサス州刑務所に戻った。母親は懲役10年の実刑判決を受けた。母親が出所するまで祖母の手で育てられた。生活を支えるため10歳からモデルとして働かされた（のちに母親に対し金銭を巡る訴訟を起こし、決裂）。
レックスとダグラスという兄弟がいる。ダグラスは米軍士官学校在籍時に同校生徒の女性に対する婦女暴行の共犯で実刑判決を受けている。レイトンはフロリダ州マルコ島で生まれ育った。姓のメーステル（Meester）とはオランダ語で支配者や先生という意味。
2008年から2010年までのおよそ2年間、『ゴシップ・ガール』で共演したセバスチャン・スタンと恋愛関係にあった。2012年になって、ごく短期間だが「リメンバー・ザ・デイズ」で共演したアーロン・ヒムルスタインとの交際が復活したことがある。最初に彼と出会ったのは2007年のことだった。しかし、「ジ・オーシー（The O.C）」に出演していたアダム・ブロディと「オレンジ」のセットで出会い、デートをするようになる。2013年11月、1年間の交際の後二人は婚約し、2014年2月に結婚した。挙式はごく内輪だけで済ませている。2015年5月に第1子の妊娠、8月4日に女児を出産。

## フィルモグラフィー

### 映画
| 年   | 邦題 原題                                 | 役名                                 | 備考       | 吹き替え           |
| ---- | ----------------------------------------- | ------------------------------------ | ---------- | ------------------ |
| 2003 | ルール5 Hangman's Curse                   | エリーシャ・スプリングフィールド     |            | TBA                |
| 2005 | Hollywood Division                        | ミシェル                             | テレビ映画 |                    |
| 2006 | Flourish                                  | ルーシー                             |            |                    |
| 2006 | Inside                                    | ジョシー                             |            |                    |
| 2007 | デスバーガー Drive-Thru                   | マッケンジー・カーペンター           |            | 本名陽子           |
| 2007 | Remember the Daze                         | トリ                                 |            |                    |
| 2007 | The Haunting of Sorority Row              | サマンサ・ウィロウズ                 | テレビ映画 |                    |
| 2008 | Killer Movie                              | Jaynie・ハンセン                     |            |                    |
| 2010 | デート & ナイト Date Night                | ケイティ                             |            | 木下紗華           |
| 2010 | 遠距離恋愛 彼女の決断 Going The Distance  | エイミー                             |            | TBA                |
| 2010 | カントリー・ストロング Country Strong     | チルズ・スタントン                   |            | （吹き替え版無し） |
| 2011 | ザ・ルームメイト The Roommate             | レベッカ・エヴァンス                 |            | （吹き替え版無し） |
| 2011 | 恋するモンテカルロ Monte Carlo            | マリー・"メグ"・マーガレット・ケリー |            | 弓場沙織           |
| 2012 | 俺のムスコ That's My Boy                  | ジェイミー・マーティン               |            | 弓場沙織           |
| 2014 | ジャッジ 裁かれる判事 The Judge           | カーラ・パウエル                     |            | 弓場沙織           |
| 2014 | ラスト・ガン 地獄への銃弾 By the Gun      | アリ・マタザノ                       |            | 瀬戸英里奈         |
| 2019 | ミッション：30ミニッツ Semper Fi          | クララ                               |            | （吹き替え版無し） |
| 2022 | ウィークエンド・アウェイ The Weekend Away | ベス                                 |            | 佐古真弓           |

### テレビ
| 年          | 邦題 原題                                     | 役名                     | 備考                         | 吹き替え |
| ----------- | --------------------------------------------- | ------------------------ | ---------------------------- | -------- |
| 1999        | ロー&オーダー Law & Order                     | アリッサ・ターナー       | 1エピソード                  |          |
| 2001        | ボストン・パブリック Boston Public            | サラ・ブリーン           | 1エピソード                  |          |
| 2003        | Tarzan                                        | ニッキー・ポーター       | 5エピソード                  |          |
| 2004        | 女検死医ジョーダン Crossing Jordan            | マリー・ストラード       | 1エピソード                  |          |
| 2004        | 7th Heaven                                    | ケンドール               | 2エピソード                  |          |
| 2004        | NORTH SHORE/ノース・ショア North Shore        | ヴェロニカ・ファレル     | 1エピソード                  |          |
| 2004, 2008  | アントラージュ★オレたちのハリウッド Entourage | ジャスティン・チャッピン | 3エピソード                  |          |
| 2005        | パパにはヒ・ミ・ツ 8 Simple Rules             | ニッキー・オルコット     | 1エピソード                  |          |
| 2005        | ヴェロニカ・マーズ Veronica Mars              | キャリー・ビショップ     | 2エピソード                  |          |
| 2005        | 24 -TWENTY FOUR- 24                           | デビー・ペンドルトン     | 4エピソード                  |          |
| 2006        | NUMBERS 天才数学者の事件ファイル Numb3rs      | カレン・キャンデン       | 1エピソード                  |          |
| 2006        | Dr.HOUSE House                                | アリ                     | 3エピソード                  |          |
| 2007        | CSI:マイアミ CSI: Miami                       | ヘザー・クロウリー       | 1エピソード                  |          |
| 2007        | SHARK カリスマ敏腕検察官 Shark                | メーガン                 | 3エピソード                  |          |
| 2007 - 2012 | ゴシップガール Gossip Girl                    | ブレア・ウォルドーフ     | メインキャスト 121エピソード | 弓場沙織 |
| 2019, 2022  | 宇宙探査艦オーヴィル The Orville              | ローラ・ハギンズ         | ゲスト                       |          |